# Bodiluddelingen 1951
Bodiluddelingen 1951 blev afholdt den 30. april 1951 i World Cinema-biografen i København og markerede den 4. gang at Bodilprisen blev uddelt.
Til trods for at Bodilen kun havde fire år på bagen, kunne Bodil Ipsen og Lau Lauritzen Jr. for anden gang modtage prisen for bedste danske film, som gik til Café Paradis, mens finansminister H.C. Hansen blev modtager af uddelingens Æres-Bodil, da han var medvirkende til at nedsætte skatterne for at lave film.

## Vindere
| Bedste mandlige hovedrolle                         | Bedste kvindelige hovedrolle       |
| -------------------------------------------------- | ---------------------------------- |
| - Ib Schønberg for Café Paradis                    | - ikke uddelt                      |
| Bedste mandlige birolle                            | Bedste kvindelige birolle          |
| - Preben Lerdorff Rye for I gabestokken            | - ikke uddelt                      |
| Bedste danske film                                 | Bedste amerikanske film            |
| - Café Paradis af Bodil Ipsen og Lau Lauritzen Jr. | - Sunset Boulevard af Billy Wilder |
| Bedste europæiske film                             | Bedste dokumentarfilm              |
| - Cykeltyven af Vittorio de Sica                   | - ikke uddelt                      |

## Øvrige priser

### Æres-Bodil
- H.C. Hansen - for at nedsætte filmskatterne